# 장난시역
장난시역(중국어: 江南西站, 영어: Jiangnanxi Station)은 광저우 지하철의 역 중 하나로, 인근의 거리인 장난시로(江南西路)에서 비롯되었다. 하이주구(海珠区) 장난대로(江南大道)에 있는 장난시 교차로(江南西路口)에 위치해 있으며, 2002년 12월 29일에 문을 열었다. 이 역에서는 벽을 주황색으로 칠하였다.

## 역 구조
장난시 역은 웨슈 공원역과 동일하게, 역 설계시 장난 대로 중부(江南大道中)의 교통량에 가능한한 영향을 미치지 않기 위해, 굴착식으로 승강장을 건설하고, 두 역을 2구역으로 분리했다.

### 역 층
이 역에는 3개의 층이 있다. 지상은 장난 대로(江南大道) 중부, 장난 서로(江南西路) 및 인근 건물이며, 지하 1층은 대합실, 지하2층은 설비층, 지하3층은 2호선 승강장이다.
| 지하 1층 | 대합실 A구  | 승차권 판매기, 고객 서비스 센터, 역 매점            |  |
| 지하 1층 | 대합실 B구  | 승차권 판매기, 고객 서비스 센터, 역 매점, 역 경호실 |  |
| 지하 2층 | 설비구      | 역 설비                                             |  |
| 지하 3층 | ←           | 1번 승강장 2호선 자허왕강역 방면(스얼궁역)          |  |
| 지하 3층 | 섬식 승강장 |                                                     |  |
| 지하 3층 | →           | 2번 승강장 2호선 광저우 남역 방면(창강역)           |  |

### 대합실
장난시 역에는 두 개의 대합실이 있으며, 역 남쪽 끝의 A구와 북쪽 끝의 B구로 나누어진다. 두 개의 대합실은 비운임 구역에 연결되어 있지 않다. 승객의 출입을 용이하게 하기 위해, 운임 구역은 A구의 북쪽과 B구의 남쪽에 위치하며, 도보와 상점들로 둘러싸여 있다. 따라서 상점은 주로 역 대합실의 비운임 구역에 위치한다. 각 대합실의 운임 구역에는 승강장으로 오가는 에스컬레이터와 계단이 있으나, 역 설계의 제약에 의해 이 역에는 엘리베이터가 설치되어 있지 않다. 이를 위해 B구의 승강장을 연결하는 계단에는 휠체어 리프트가 제공되어 휠체어 사용자의 접근을 용이하게 한다.
또한, 장난시 역에서는 승객들이 쇼핑하거나 먹을 수 있는 여러 종류의 상점을 제공하며, 각각 편의점, 베이커리 상점, 서점, 세탁소가 있으며, 베이커리 상점과 세탁소는 2개의 대합실에 모두 있다.  또한 장난시 역에는 자동판매기나 자동카메라 등의 승객을 위한 셀프 서비스 시설이 많이 있다. 이 역에는 양청퉁(羊城通) 카드를 재충전 할 수있는 “好易”기계와 공과금 및 교통 과태료 납부 등 서비스를 지불하는 “M-Touch”기계가 있다. 지하철 노선, 첫차 및 막자,  지하철 안전 지침에 관한 조회 및 확인을 할 수 있고, 승객이 광저우 지하철의 회원으로 등록하여 보상 및 보너스 보상을 받을수 있다.

### 승강장
역 승강장은 1면의 섬식 승강장으로, 장난 대로(江南大道)의 바로 밑바닥에 위치한다.
더불어, 이 역의 남쪽 측에 연결선이 있고, 이 역의 2호선 본역 상행선과 8호선 샤오강 역(曉港站)의 상행선을 연결한다. 2010년 9월 21일 이전에, 대피선은 구 2호선으로 연결되었다. 현재는, 다음 업무 차량 도입에 사용된다. 2호선과 8호선 하행선을 연결하는 기존 선로는 두 노선의 상행선 평면 교차가 생긴 이후 2010년 9월 22일에 철거되었다. 터널은 또한 벽돌 벽에 의해 봉인되었다.

### 출구
장난시 역은 현재 5개의 출구가 있으며, 대합실 A구에는 3개의 출구가, 대합실 B구에는 2개의 출구가 있다.
이 역은 대합실 B구와 승강장을 연결하는 계단에서만 휠체어 리프트가 장착되어 있으므로, 이 역의 E출구 계단에서 휠체어 리프트를 이용할 수 있다.
또한 A구의 A, B출구 통로는 장난 신디(江南新地) 인민 방공 지하상가 및 푸리 하이주 청디(富力海珠城地) 1층과 연결되어 있으며, 지하상가 통로에는 여러 개의 출입구가 있으며, 승객은 장난 신춘(江南新村) 및 바오예로(宝业路)로 오갈 수 있다.
| 출구 번호                                          | 소재지       | 인근 목적지 |
| -------------------------------------------------- | ------------ | --- |
| 대합실 A구                                         |              | |
| 출구A                                              | 장난 서로    | 장난 서로, 바오강 대로, 광바이 신도시, 월 스트리트 영어 광바이 뉴시티센터, 광파 은행 광저우 장난시 지점, 장난 서로(서행) 버스 정류장 |
| 출구B                                              | 장난 서로    | 자오광준 생명열선협회, 광저우 시 링난 화파기념중학교(시76중), 장난 서로, 바오강 대로, 장난 서로(동행) 버스 정류장                    |
| 출구C                                              | 장난 대로 중 | 장난 대로 중부, 장난 동로, 모덩 백화점 하이주 쇼핑 센터 매장, 탁월교육 장난시 교구                                                   |
| 남부 대합실 B구                                    |              | |
| 출구D                                              | 장난 대로 중 | 장난 대로 중부, 난톈로, 난춘(남행) 버스정류장                                                                                        |
| 출구E                                              | 장완로       | 장완로, 완숭로, 하이주 구 제일인민병원, 만국광장 아울렛, 난춘(북행) 버스정류장                                                       |
| 注： 시각 장애인 유도로 \| 휠체어 리프트 \| 경사로 |              | |

## 인근역
장난시 역은 2호선의 중간 지점에 있다. 승객은 광저우역, 광저우 남역, 바이윈 신도시, 웨슈구, 하이주구, 판위구 등지를 열차로 오갈 수 있다.
| 광저우 지하철 2호선    | 광저우 지하철 2호선   | 광저우 지하철 2호선   |
| ---------------------- | --------------------- | --------------------- |
| 스얼궁 자허왕강역 방면 | ■ 광저우 지하철 2호선 | 창강 광저우 남역 방면 |

## 이용 상황
이 역은 장난 서로(江南西路) 지하 1층의 장난신디(江南新地) 쇼핑몰 뿐만 아니라, 여러 쇼핑몰과 상업 보행자 도로와 연결되어 있으며, 주변에는 하이주구에서 가장 번성한 상업 지구 인 장난시 상업권이 가까이에 있다. 동시에 이 역은 많은 주거 지역과 가깝기 때문에, 이 역에는 자주 사람들로 붐빈다. 때로는 승객 안전과 질서 운영을 책임지기 위해, 승객 흐름 제어를 실시해야 할 필요가 있다.

## 버스 환승
정류장 명 : 난춘(南村)
- 13, 25, 29, 44, 59, 82, 86, 87, 125, 125A, 180, 186, 188, 190, 192, 220, 222, 253, 299, 544, 551, 대학성3선(大学城3线), 심야16, 심야20, 심야32, 심야33, 심야42

## 역사

### 기획 및 건설
1988년 「십자선망(十字線網)」계획에서, 이 역은 장난대로중역(江南大道中站)으로 불렀다. 당시 이 역은 2호선에 속했고, 위치는 현재 위치와 유사했다. 나중에 1997년, "광저우 도시 급행 철도 교통 노선 네트워크 계획 연구 (최종 보고)"에서 이 역은 2호선의 역으로 설정되었고, 2호선 1차 구간 계획에 포함되었고, 동시에 장난신춘역(江南新村站)이란 이름이 부여되었다.
1999년 10월 10일에 2호선 1차 구간 공사가 시작되었고, 2002년 12월 29일, 2호선 1차 구간(싼유안리~샤오강)이 개통 및 운행을 시작함과 함께 이 역은 현재의 역명으로 변경되었다.

### 2/8호선 해체
2007년 6월 2,8호선 연장 사업이 국가 개발 개혁 위원회의 승인을 받고, 8월 전면 시공되었다. 이 사업은 구 2호선 본 역과 샤오강역 구간을 해체하여, 각각 남,서쪽 및 북쪽의 3방향으로 연장되고, 회귀선 망을 기획하는 것이다.
2010년 9월 22일~24일, 구 2호선과 함께 역이 운행 중단되고, 궤도 해체, 신호, 전력 공급 중단-재개 공사 및 연합 시운전이 시행되었다. 9월 25일, 새로운 2호선 개통과 함께 역이 다시 문을 열었다. 2호선 남행 열차는 이제 새로운 창강역으로 가게되고, 더 이상 샤오강역으로 가지 않는다.